# Eduard Berzin

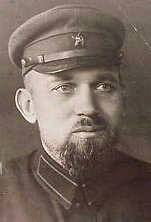
Eduard Berzin

Eduard Petrovitsj Berzin (Russisch: Эдуард Петрович Берзин; Lets: Eduards Bērziņš) (Riga, 1894 - Moskou, 1 augustus 1938) was een prominente Letse tsjekist en de eerste directeur van de beruchte nationale trust de Dalstroj, de organisatie die de exploitatie voerde over de dwangarbeiderskampen in Kolyma, in het Noordoosten van Siberië, waar honderdduizenden dwangarbeiders omkwamen. Het Goelagkampsysteem in de regio rond de Kolyma stond bekend als het zwaarste en hardste kampregime en dat verantwoordelijk was voor de meeste doden.

## Jeugd en carrière in het leger en de Tsjeka
Hij volgde onderwijs aan de kunstschool in Riga, waarna hij verder studeerde in Berlijn aan de Academie voor Schone Kunsten. Hier ontmoette hij ook zijn latere vrouw, kunstenares Elza Mittenberg uit Riga. In 1915 ging hij bij het leger en vocht in de Eerste Wereldoorlog, waarbij hij werd onderscheiden met het Sint-Georgekruis en waarop hij instroomde in de officiersrangen. In 1918 werd hij commandant van het artilleriebataljon van de Eerste Divisie der Letse Schutters met speciale verantwoordelijkheden voor de bescherming van Vladimir Lenin. Hierbij wist hij de steun van Feliks Dzerzjinski te krijgen en al snel werd hij lid van de geheime politie, de Tsjeka.
In 1926 gaf Jozef Stalin Berzin de opdracht om de VisjLag, het kampencomplex bij de stad Krasnovisjersk aan de Visjera in de Noordelijke Oeral op te zetten, waar een kombinaat pulp en papier moest gaan produceren. Hij voerde deze taak uit met veel enthousiasme en succes. De 70.000 Goelaggevangenen aldaar werden meestal goed behandeld en kregen zelfs lonen uitbetaald en mochten gebruikmaken van filmhuizen, bibliotheken, discussiehuizen en eetkamers. Hij leek hierdoor een voorbeeldkampcommandant te zijn.

## De Dalstroj

### Start
Waarschijnlijk op basis van dit succes werd hij door Stalin op 14 november 1931 benoemd tot hoofd van de nog op te zetten Dalstroj, het latere immense kampencomplex voor de goudwinning aan de rivier de Kolyma in het Russische Verre Oosten. Zijn taak was om de Kolyma te gaan exploiteren met gebruik van dwangarbeid. De dwangarbeiders bestonden vooral uit politieke gevangenen met daarnaast enkele veroordeelde criminelen. Op 4 februari 1932 kwam hij met de eerste Goelaggevangenen (vooral mijnbouwingenieurs) en enkele bewakers naar de Nagajevbocht en begon er met de bouw van de Sevvostlag. Naar verluidt zou Berzins belangrijkste doelstelling zijn om de mijnbouw in het gebied zo snel mogelijk op gang te brengen in lijn met Stalins eerste vijfjarenplan. De gevangenen vormden daarbij niet meer dan werkslaven. Goud was het hoofddoel, aangezien het goud benodigd was om de industriële ontwikkeling op gang te helpen in de Sovjet-Unie. Daarvoor was een grote haven vereist, de latere stad Magadan, die werd gebouwd aan de Nagajevobaai, alsook de aanleg van lange wegen naar de mijnen in het binnenland, enige houtbouw en de bouw van een groot aantal kampen, waar de gevangenen zouden moeten gaan leven.

## De goudwinning
De organisatie rondom de Dalstroj was aanvankelijk echter zeer slecht ingericht door gebrek aan goede voorbereidingen. In combinatie met de zeer strenge winter van 1932-1933 leidde dit tot ongekend zware werkomstandigheden voor de dwangarbeiders, met name voor hen die naar de riviervallei van de Kolyma werden gestuurd om er wegen aan te leggen en te beginnen met de goudmijnbouw. Die winter overleed naar schatting driekwart van alle ongeveer 11.000 gevangenen. Dit was echter een te kostbare zaak en Berzin vroeg Stalin daarom toestemming voor de 'standaardisatie van de arbeidsproductie van de kampgevangenen' om de goudwinning efficiënter te laten verlopen en de productie omhoog te krijgen. De gevangenen werden daarop beter behandeld, als 'economische middelen' en na nog een slechte zomer met zware omstandigheden, begon de productie daarop te stijgen. Hoewel de zware werkomstandigheden bleven, verbeterde de efficiëntie over het algeheel en verbeterden de werkomstandigheden onder Berzin. In 1934 werd het kampsysteem onder zijn leiding verder verlicht en groeide het kampsysteem uit tot een oppervlakte van meer dan 700.000 km² (groter dan Frankrijk). De goudproductie steeg gigantisch; van 0,5 ton in 1932, toen de gevangenen elke dag ongeveer een kubieke meter ertshoudende grond moesten verwerken, naar 14.500 ton in 1935. Daarop werd Berzin door Stalin naar Moskou geroepen en kreeg hij de Orde van Lenin voor zijn "overstijging van het mijnbouwplan".
Bij zijn terugkeer gaf hij, waarschijnlijk op basis van instructies die hij ontvangen had uit Moskou, bevel om de productie nog verder te verhogen, waardoor de werkomstandigheden zwaarder werden. Gevangenen moesten werken in de dagbouwmijnen bij temperaturen van -55°C. Ondanks de ellendige omstandigheden en het hoge sterftecijfer wist Berzin, mede door een sterke vergroting van het aantal gevangenen, een weg te laten aanleggen van Magadan naar Sejmtsjan in de Kolymavallei, waardoor de opbrengsten nog verder konden stijgen. De productie steeg daarop door naar 51.500 ton in 1937.

## Het gezin Berzin
In haar memoires beschreef Berzins vrouw Elza hun gezinsleven in Magadan en gaf zo een inkijkje in zijn leven daar. Berzin was gekleed in een jas gemaakt van berenhuid en bracht zijn tijd er door met reizen langs de kampen in zijn Rolls Royce, zodat hij persoonlijk de werkzaamheden kon overzien. Zijn twee kinderen Petja (12) en Mirza (15) zag hij alleen tijdens het ontbijt en avondeten. Hij hield van muziek, luisterde naar grammofoonplaten van Tsjaikovski, Schubert en Grieg, die hij had gekocht tijdens een officieel bezoek aan Philadelphia in 1930, en moedigde zijn kinderen aan om deel te nemen aan voorstellingen in het schooltheater onder leiding van artistieke gevangenen.

## De Grote Zuiveringen en het einde van Berzin
Hij viel echter zoals velen ten prooi aan de Grote Zuivering. Na een hongerstaking en een "samenzwering" door de gevangenen werd Berzin ervan beschuldigd niet hard genoeg op te treden tegen dergelijke zaken, ondanks het feit dat hij hiervoor 200 "trotskisten" liet executeren. In 1937 veroordeelde NKVD-chef Nikolaj Jezjov, waarschijnlijk met instemming van Stalin, Berzin voor zijn "te liberale beleid". Hij werd met zijn ondergeschikten teruggeroepen naar Moskou. Kort na een vakantie met zijn familie naar Italië, waarbij hij Rome, Venetië en Sorrento bezocht, werd hij daarop gearresteerd in december 1937. Vervolgens werd hij beschuldigd van spionage voor het Verenigd Koninkrijk en Duitsland en het plannen van het plaatsen van Magadan onder het bestuur van Japan. Na een schijnproces en veroordeling op 1 augustus 1938 werd hij onmiddellijk doodgeschoten in de Loebjankagevangenis van de NKVD in Moskou. Hij werd opgevolgd als Dalstroj-directeur door Karp Pavlov (die al na twee jaar werd vervangen door Ivan Nikisjov). Berzins opvolgers stelden een meedogenloos regime in, dat enorm veel mensenlevens kostte.
In 1956, tijdens de destalinisatie werd hij gerehabiliteerd. In 1989 werd hij geëerd voor zijn werk in de bouw van de stad Magadan met een buste voor het stadsgebouw aldaar. Daarnaast is in de stad een straat en een school naar hem vernoemd.